# Stazione di Catanzaro (1899)
La stazione di Catanzaro, comunemente definita Catanzaro Sala, fu aperta all'esercizio nel 1899 e rappresentò la stazione di riferimento del capoluogo calabrese fino alla sua chiusura, avvenuta nel 2008 in occasione dell'apertura della variante ferroviaria tra Settingiano e Catanzaro Lido.

## Storia

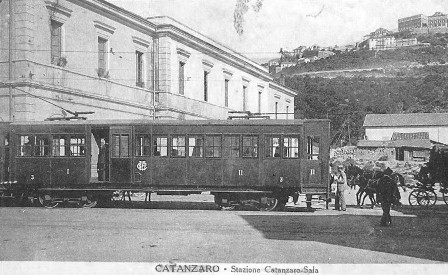
Elettromotrice tranviaria presso la stazione

La stazione in località Sala viene aperta, contestualmente al tronco Corace-Catanzaro Lido della ferrovia Lamezia Terme-Catanzaro Lido, il 31 luglio 1899. La sua locazione, ai piedi della città, si rese necessaria dato l'ampio dislivello che la linea avrebbe dovuto superare per raggiungere il centro storico.
Il collegamento con lo stesso venne garantito dalla tranvia di Catanzaro, che si avvaleva di un tratto a trazione funicolare tra Catanzaro Sala e Piazza Roma e il cui capolinea meridionale sorgeva sul piazzale antistante alla stazione ferroviaria.
Il 10 luglio 1933 la stazione si ampliò grazie all'inaugurazione di un impianto gemello, posto a ovest del fascio binari FS, che sorge sulla linea Cosenza-Catanzaro Lido delle Ferrovie Calabro Lucane (FCL). La stazione FCL è raggiungibile tramite un ponte in ferro che sovrasta la stazione, simile a quello presente a Catanzaro Lido. La linea delle FCL saliva dal lato opposto del colle Trivonà rispetto a quello della funicolare tramite una tratta a cremagliera dalla stazione di Sala fino a Catanzaro Pratica, per poi finire nella centrale stazione di Catanzaro Città. Contestualmente alla stazione FCL venne realizzato anche l'interscambio merci tra le due linee, con lo scalo merci in comune costruito a livello della linea FS.
La contestuale presenza dei collegamenti FCL e STAC rese l'impianto il principale nodo di interscambio cittadino, nell'ambito del quale venne costruito altresì l'ufficio di smistamento delle Poste Italiane; diverse aziende di logistica si stabilirono nei pressi della stazione e si costruì anche un raccordo, unitamente alla linea FCL, per un vicino cementificio. Lo scalo merci acquisì una notevole importanza, diventando sede provinciale dell'Istituto Nazionale Trasporti.

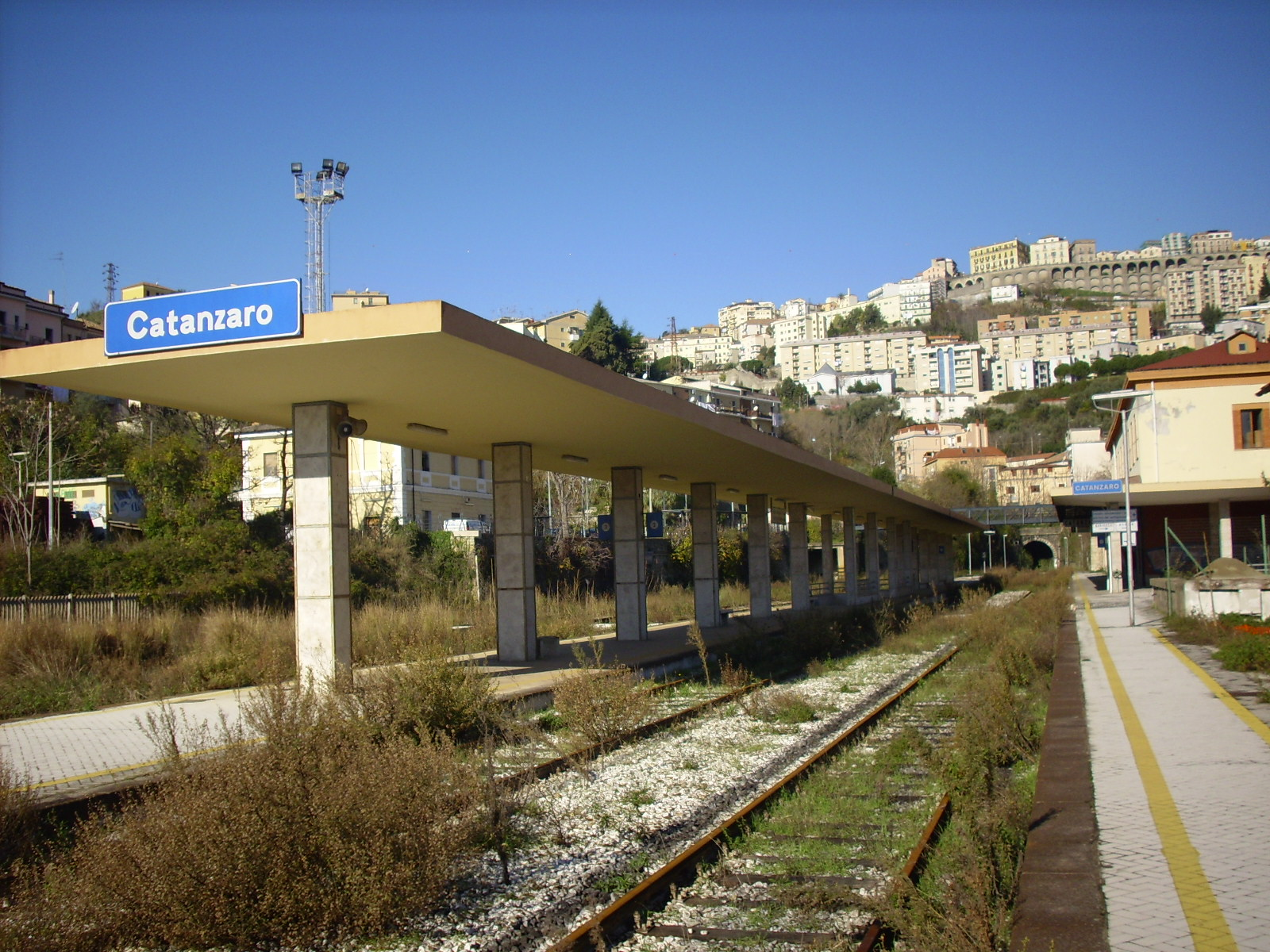
La stazione pochi mesi dopo la chiusura

Le condizioni della ferrovia statale tra Marcellinara e Catanzaro Lido risultavano peraltro critiche, in particolar modo per la stabilità della Galleria del Sansinato e del ponte di Sarrottino; oltre a ciò, l'elevata pendenza della rampa precedente la stazione, arrivando da Catanzaro Lido, spesso limitava le prestazioni dei convogli, obbligandoli alla doppia trazione. Contemporaneamente, la decentralizzazione degli uffici amministrativi della Regione Calabria aveva determinato la costruzione della nuova Cittadella Regionale presso Germaneto, a qualche centinaio di metri dal Campus Universitario. Tale decisione contribuì alla scelta di far passare la ferrovia per la valle del Corace anziché per quella della Fiumarella, tagliando fuori le stazioni di Catanzaro e Santa Maria a vantaggio di un nuovo impianto, vicina a queste nuove strutture ma situata fuori città.
La variante venne costruita in poco più di due anni ed aperta all'esercizio il 15 giugno 2008, con contestuale soppressione del tratto di 17 km tra Catanzaro Lido e Settingiano, mettendo la parola fine al servizio della vecchia stazione di Catanzaro dopo oltre 100 anni di attività.
Per l'area appare probabile la conversione in autostazione, data anche la vicinanza con la stazione delle Ferrovie della Calabria e con la Funicolare, oltre che per il facile accesso dal raccordo autostradale Lamezia Terme-Catanzaro, nonostante fosse stata avanzata l'ipotesi di un riutilizzo dell'impianto nell'ambito di un servizio ferroviario suburbano a cura delle Ferrovie della Calabria sui binari di RFI ricostruendo l'accesso a Catanzaro Lido per i treni provenienti da Roccella Jonica/Reggio Calabria Centrale.

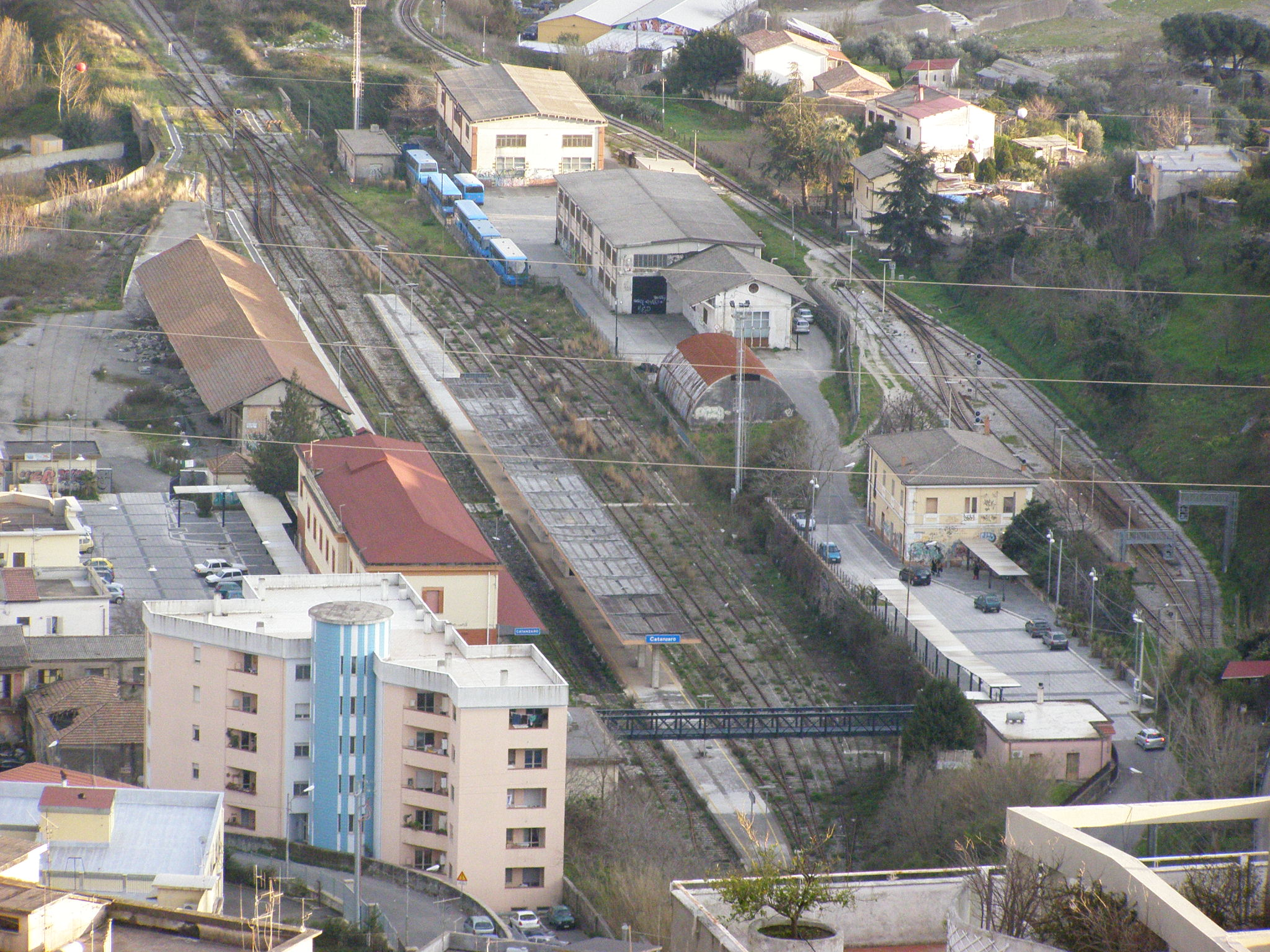
Panoramica della stazione dal quartiere Bellavista

## Strutture e impianti
La stazione non disponeva di impianti di segnalamento per più binari, ma di un segnale di partenza unico per tutti e 5 i binari della stazione, sia lato Catanzaro Lido che lato Lamezia Terme. La stazione non ha mai avuto a disposizione alcuno scambio elettrico, rendendo necessaria l'azione del manovratore che, servendosi di bicicletta, raggiungeva con le chiavi apposite lo scambio interessato e lo girava manualmente.

## Servizi
La stazione disponeva di:
- Biglietteria a sportello
- Biglietteria automatica
- Servizi igienici
- Bar

## Interscambi
Oltre che con le autolinee urbane, la stazione consentiva come detto l'interscambio con i servizi Fcl, poi FC, della ferrovia Cosenza-Catanzaro Lido e con la tranvia urbana.
- Stazione ferroviaria (Catanzaro Sala) FCL, poi FC
- Fermata tram STAC (Sala), fino al 1954
- Fermata autobus

## Altre immagini

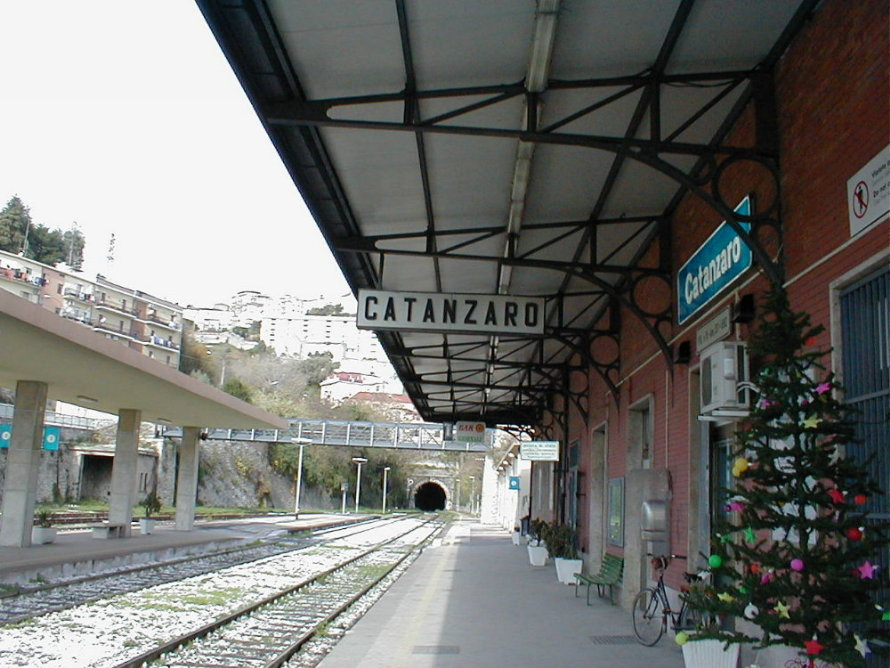
Pensilina
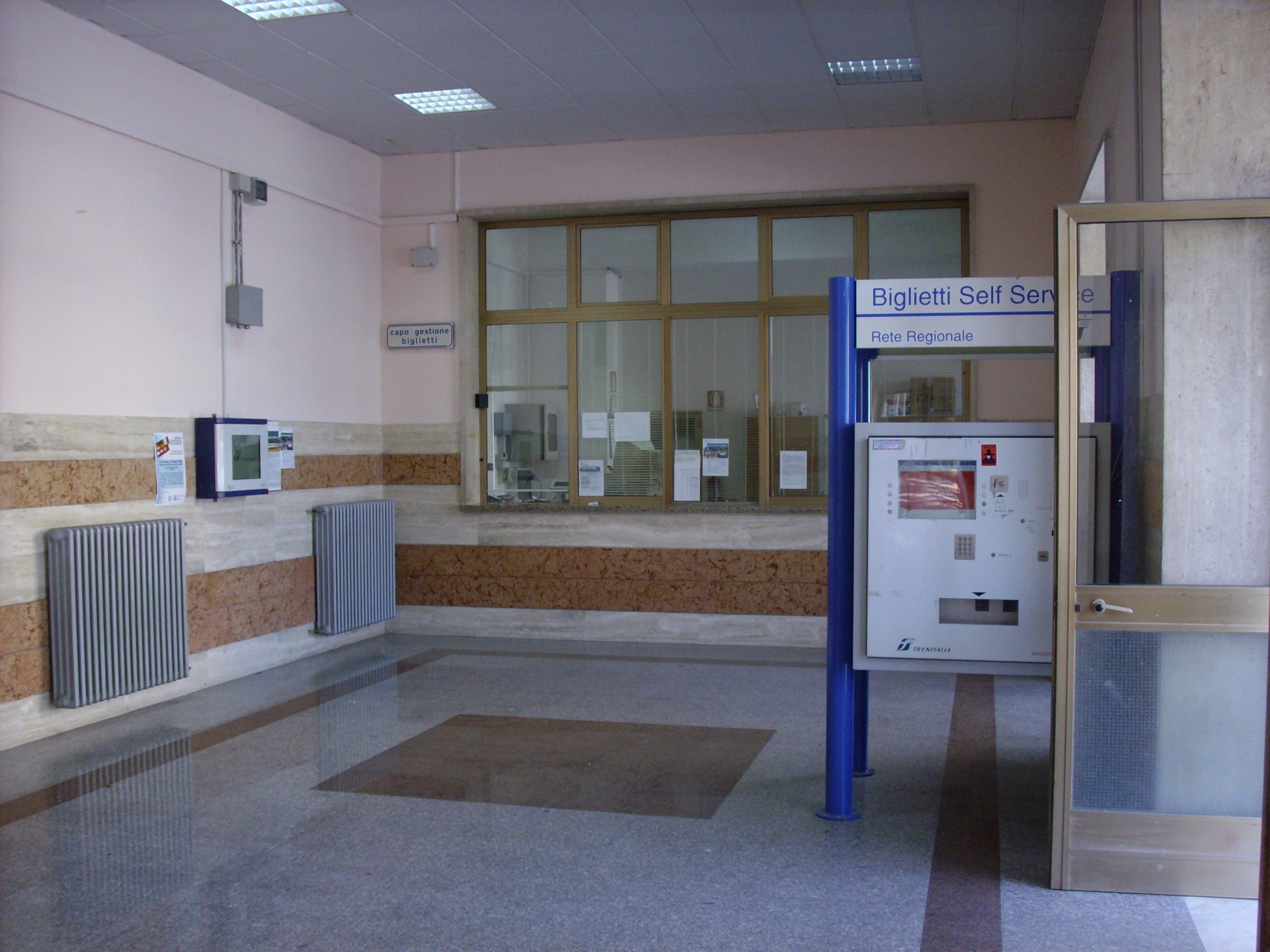
Biglietteria e sala d'aspetto
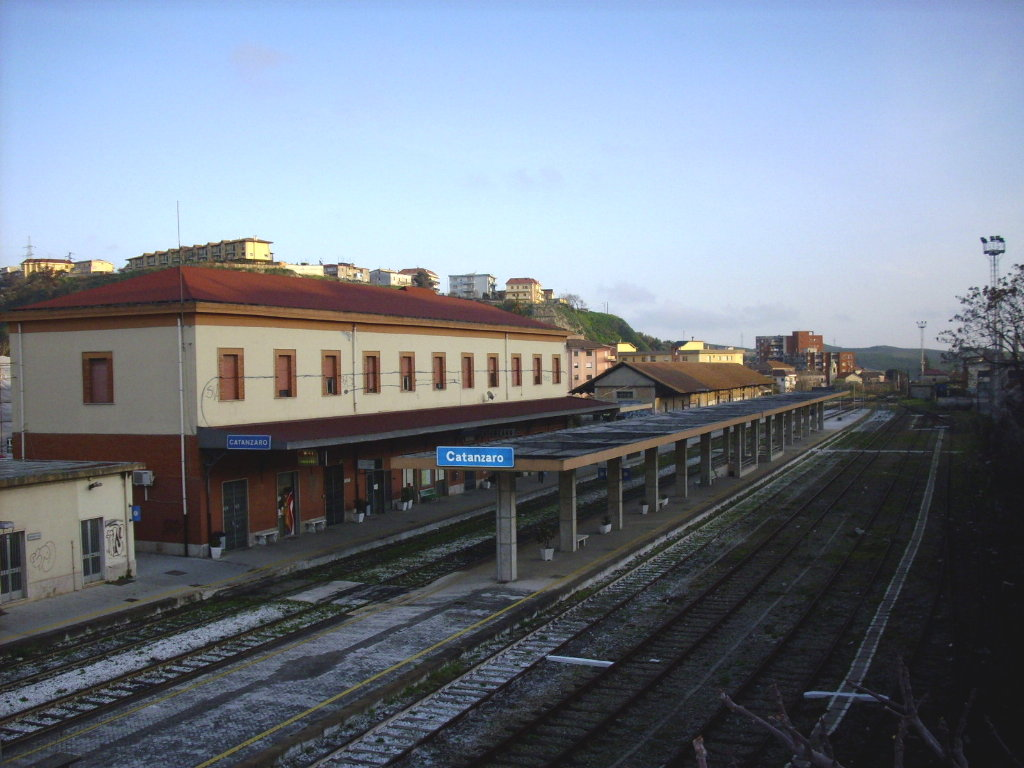
Vista panoramica al 2008
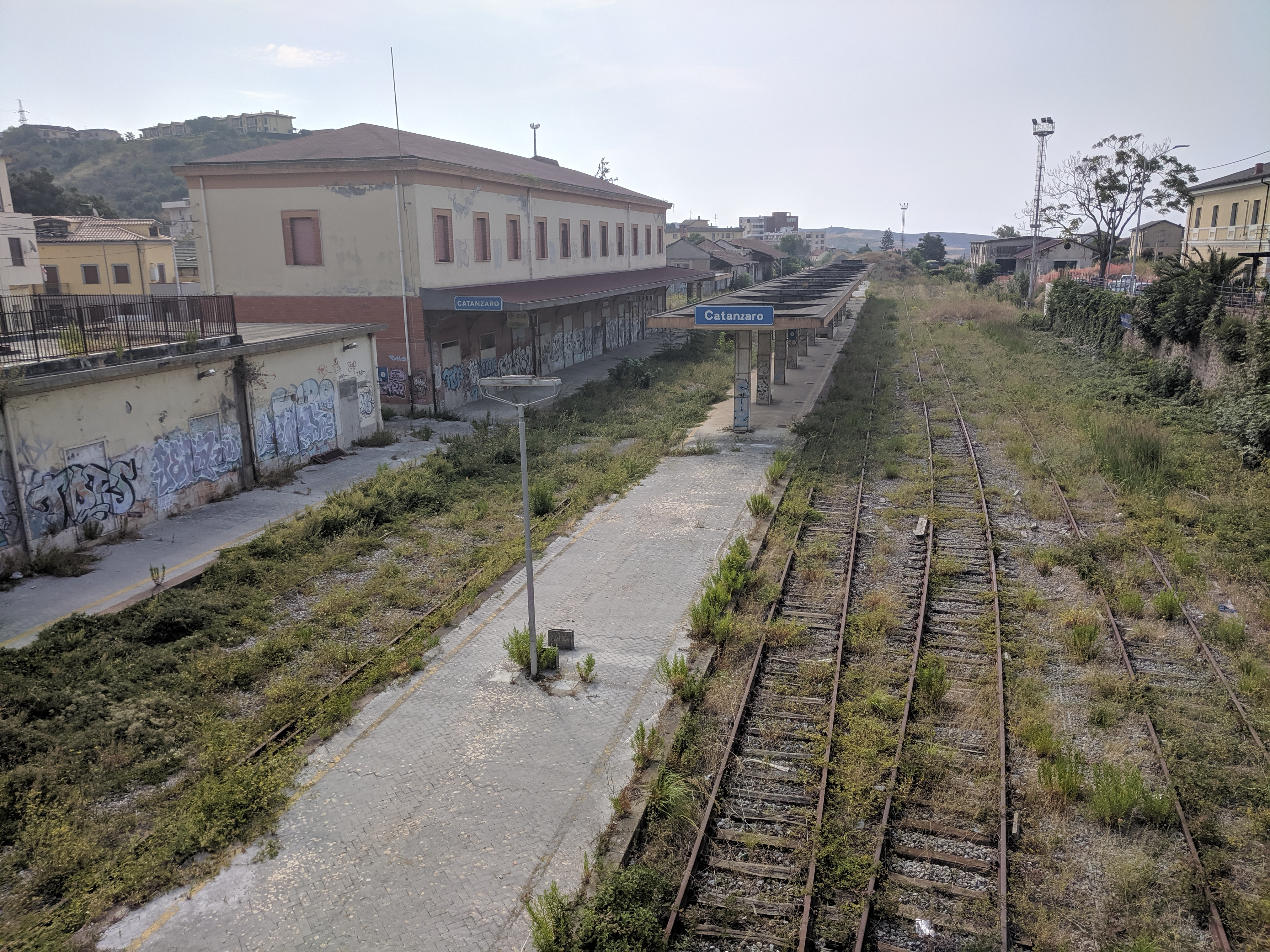
Vista panoramica al 2019